# Sejkov
Sejkov (Hongaars: Székó) is een Slowaakse gemeente in de regio Košice, en maakt deel uit van het district Sobrance.
Sejkov telt 187 inwoners.